# Guosheng
Guosheng är en socken i Kina. Den ligger i provinsen Sichuan, i den sydvästra delen av landet, omkring 470 kilometer sydväst om provinshuvudstaden Chengdu. Antalet invånare är 18 056. Befolkningen består av 8 748 kvinnor och 9 308 män. Barn under 15 år utgör 19,0 %, vuxna 15-64 år 69 %, och äldre över 65 år 11,0 %.
Genomsnittlig årsnederbörd är 1 301 millimeter. Den regnigaste månaden är juli, med i genomsnitt 363 mm nederbörd, och den torraste är januari, med 2 mm nederbörd.